# Le Gua (Charente-Maritime)
Le Gua település Franciaországban, Charente-Maritime megyében. Lakosainak száma 2115 fő (2022. január 1.). Le Gua Breuillet, Chaillevette, L’Éguille, Mornac-sur-Seudre, Nancras, Nieulle-sur-Seudre, Sablonceaux, Sainte-Gemme, Saint-Sornin és Saujon községekkel határos.

## Népesség
A település népességének változása:
| Lakosok száma | 1513 | 1491 | 1689 | 1953 | 2069 | 2070 | 2097 | 2100 | 2103 | 2115 |
|               | 1968 | 1982 | 1990 | 2006 | 2013 | 2015 | 2017 | 2019 | 2020 | 2022 |